# Aldealafuente
Aldealafuente är en ort och kommun i provinsen Soria i den autonoma regionen Kastilien och León i norra Spanien. Orten ligger cirka 15,5 kilometer sydost om Soria. Kommunen har 83 invånare (2024), på en yta av 45,72 km².

## Orter
Orter (núcleos) i kommunen Aldealafuente (inom parentes invånarantal 1 januari 2023):

- Aldealafuente (59)
- Ribarroya (10)
- Tapiela (10)